# 杉本乙菊
杉本 乙菊（すぎもと おとぎく、嘉永2年（1849年） - 明治11年（1878年）7月27日）は日本の武士（加賀藩士）。明治維新後の族籍は石川県士族。

## 概要
嘉永2年（1849年）、加賀藩士・杉本作左衛門の子として生まれる。
島田一郎ら5人と共に大久保利通の暗殺を企て、明治11年（1878年）5月14日、東京の紀尾井町の清水谷付近にて大久保を暗殺した（「紀尾井坂の変」と呼ばれるが、正確には暗殺現場は紀尾井坂ではない）。
事件後すぐさま宮内省に自首し、同年7月27日午前10時頃に死刑を宣告されると同日午前11時半に市ヶ谷監獄にて他の5人と共に斬首刑に処せられた。享年30。明治22年（1889年）に大赦された。墓は谷中霊園にある。
彼らを裁いた判事・玉乃世履によると、主犯の島田一郎以外はこの暗殺の趣意を知らず、ただ島田に「この人を除く事が御国のため」と洗脳されて犯行に及ぶに至ったと思われるという（東京日日新聞・明治11年6月1日）。